# Dalea multiflora
Dalea multiflora là một loài thực vật có hoa trong họ Đậu. Loài này được (Nutt.) Shinners miêu tả khoa học đầu tiên.